# Elaphoglossum ciliatum
Elaphoglossum ciliatum är en träjonväxtart som först beskrevs av Karel Presl, och fick sitt nu gällande namn av Thomas Moore. Elaphoglossum ciliatum ingår i släktet Elaphoglossum och familjen Dryopteridaceae. Inga underarter finns listade.